# SPAIF
SPAIF, Södertälje Pojkarnas Allmänna Idrottsförening, är en hockeyklubb i Södertälje i Sverige.
Klubben bildades den 10 oktober 1954 på Södra Konditoriet i Södertälje av Gustaf Karlsson, mera känd som Södra-Kalle. Föreningen startade upp med 1:20 kr i klubbkassan och två ishockeylag för 14-15-åringar. Första året vann man Södertäljeserien i ishockey för pojkar. Klubben bildades med målsättningen att ge ortens ungdomar en "vettig fritidssysselsättning".
Idag består ishockeyverksamheten av ett A-lag som spelar sina hemmamatcher i Axa Sports Center. Många tidigare pojklagspelarna återfinns numera i Södertälje SK och Järna SK. Flertalet av juniorlagspelarna har senare spelat för A-laget. 
Kenneth Kennholt, född 1965, är den mest kända SPAIF-are genom tiderna, med två VM-guld (1991 och 1992) och fyra SM-guld (1989, 1990, 1991 och 1995). Kennholt spelade med SPAIF fram till 1985 (Division 1) och slutade sin aktiva karriär i Djurgården 1998. En annan SPAIF-are är Joakim Eriksson som gjorde nio säsonger i SSK. Han spelade även i Linköpings HC, Djurgården, Esbo Blues och Sveriges landslag. 